# Кленовое (Унинский район)
Кленовое —  упразднённая в 2019 году деревня в Унинском муниципальном округе Кировской области России.

## География
Деревня находилась в юго-восточной части области, в зоне хвойно-широколиственных лесов, на расстоянии приблизительно 22 километров (по прямой) к юго-востоку от посёлка городского типа Уни, административного центра района. 
Абсолютная высота — 167 метров над уровнем моря.

## Климат
Климат характеризуется как умеренно континентальный, с умеренно холодной снежной зимой и тёплым летом. Среднегодовая температура — 1,5 °C. Средняя температура воздуха самого холодного месяца (января) составляет −14,7 °C (абсолютный минимум — −45 °С); самого тёплого месяца (июля) — 18,1 °C (абсолютный максимум — 37 °С). Годовое количество атмосферных осадков — 533 мм.

## История
Снята с учёта 13.03.2019.

## Население
| 2010 |
| ---- |
| 0    |

## Инфраструктура
Было личное подсобное хозяйство.

## Транспорт
Просёлочная дорога. 